# Anismo
El anismo es la dificultad para defecar por una descoordinación entre el recto y el ano que impide que puedan salir las heces con normalidad. Hay un bloqueo de la defecación, sin alteración anatómica, causada por un fallo en la relajación o por una contracción paradójica de la musculatura estriada esfinteriana y del suelo pelviano durante la defecación. La principal consecuencia es una dificultad para la expulsión de las heces que puede originar estreñimiento crónico.

## Fisiopatología
El mecanismo por el cual se produce el estreñimiento es un fallo para rectificar el ángulo anorrectal y para acortar el canal anal por la contracción mantenida del músculo puborrectal.
En el anismo hay una alteración de la sinergia del mecanismo de la defecación, de tal manera que la musculatura del suelo pélvico se contrae en lugar de relajarse sincrónicamente con el esfuerzo de la prensa abdominal y la relajación anal que se producen durante la defecación.

## Diagnóstico
Se basa en la presencia de un cuadro clínico de estreñimiento de larga evolución, junto con los hallazgos radiológicos mediante enema opaco.

## Tratamiento
El tratamiento actual suele ser el biofeedback, que consiste en enseñar a los pacientes durante una defecación simulada a relajar los músculos estriados del suelo pélvico y el esfínter anal externo, a sentir volúmenes cada vez más pequeños de distensión rectal (disminución del umbral sensitivo rectal) y a aumentar la presión intraabdominal de forma efectiva durante la defecación. Con esta técnica mejora subjetiva y objetivamente la función anorrectal entre el 60-80% de los pacientes. Se encuentran en fase de desarrollo estudios de la inyección de toxina botulínica en el músculo puborrectal con resultados por definir.